# Bataille de Touayel
Insurrection djihadiste en Tunisie
La bataille de Touayel est un affrontement entre forces de l'ordre et djihadistes qui se déroule en Tunisie en octobre 2013.

## Déroulement
En octobre 2013, les autorités tunisiennes reçoivent des informations indiquant qu'un groupe armé serait présent dans une maison de la délégation de Goubellat, située dans le gouvernorat de Béja, à une cinquantaine de kilomètres à l'ouest de Tunis. Des hommes de la garde nationale sont envoyés sur place le 17 octobre pour vérifier l'information mais se retrouvent pris dans une fusillade dans le village de Dour Ismaïl : deux d'entre eux sont tués et un autre blessé alors que les hommes armés prennent la fuite. C'est la première fois qu'une activité djihadiste est signalée dans cette région,,,.
Le lendemain, un incident a lieu à la caserne d'El Aouina, dans la banlieue de Tunis, lors de la cérémonie d'hommage aux deux gardes nationaux tués dans la fusillade. Le président Moncef Marzouki, le chef du gouvernement Ali Larayedh et le président de l'assemblée constituante Mustapha Ben Jaafar sont la cible de quolibets de la part de plusieurs dizaines de policiers, membres du Syndicat des forces de sûreté intérieure. Après une vingtaine de minutes, les trois dirigeants repartent sans déclaration, seul le ministre de l'Intérieur, Lotfi Ben Jeddou, peut assister à la cérémonie.
Le même jour, les forces tunisiennes, constituées d'éléments de la brigade antiterroriste, de la garde nationale et de l'armée tunisienne, lancent une offensive sur le Djebel Touayel où, selon le ministre de l'Intérieur, 20 à 25 djihadistes sont retranchés. L'attaque commence par un bombardement aérien, suivi d'une progression de l'infanterie,.
Le lendemain, le ministère de l'Intérieur annonce que quatre « terroristes » ont été tués dans les combats du Djebel Touayel. Dans l'après-midi, les autorités revoient le bilan à la hausse et parlent de neuf morts. Puis, selon un troisième bilan donné par le ministère de la Défense, treize djihadistes ont été tués, sept cadavres calcinés ayant été retrouvés dans des opérations de ratissage. Les pertes des forces gouvernementales tunisiennes sont de quatre blessés, dont deux caporaux de l'armée et un lieutenant des commandos de la garde nationale. Un adjudant, plus sévèrement touché, est transporté en urgence à l'hôpital militaire de Tunis.
Selon le colonel major Taoufik Rahmouni, porte-parole du ministère de la Défense, deux tonnes de matière première destinée à la fabrication d'explosifs, des caisses de munitions et du matériel de vision ont été retrouvés près d'une maison louée par les djihadistes.
L'opération se termine le 19 octobre : les pertes sont de treize morts chez les djihadistes, deux insurgés se sont rendus, d'autres ont été capturés, selon un bilan provisoire.